# دونالد أونغر
دونالد أونغر هو لاعب هوكي الجليد سويسري، ولد في 1894 في مونترو في سويسرا، وتوفي في 30 يونيو 1943 في كونكورد في الولايات المتحدة.

## وصلات خارجية
- دونالد أونغر على موقع EliteProspects.com (الإنجليزية)
- دونالد أونغر على موقع Eurohockey.com (الإنجليزية)
- دونالد أونغر على موقع أوليمبيديا (الإنجليزية)